# Békés Pál-díj
A Békés Pál-díj egy magyar irodalmi díj, amit a 2013 januárjában megalakult Békés Pál Civil Társaság alapított Békés Pál 2010-ben elhunyt magyar író végakaratához híven. Békés Pál maga is hitt abban, hogy a történetek az emberiség legősibb és legféltettebb kincsei, ezért az alapítók szándéka szerint a díjat olyan szerző kaphatja meg, aki különösen értékes prózai művel hívja föl magára a figyelmet. A Békés Pálról elnevezett irodalmi díjat évenként ítéli oda a Békés Pál Civil Társaság szakmai kuratóriuma: Závada Pál, Merényi Ágnes és Reményi József Tamás.

## Díjazottak
- 2013: Tompa Andrea[2]
- 2014: Csabai László[3]
- 2015: Kiss Tibor Noé[4]
- 2016: Potozky László[5]
- 2017: Szaniszló Judit[6]
- 2018: Papp Sándor Zsigmond[7]
- 2019: Gerőcs Péter[8]
- 2023: Kiss Noémi, Péntek Orsolya[9]